# La Buissière
La Buissière – miejscowość i gmina we Francji, w regionie Owernia-Rodan-Alpy, w departamencie Isère.
Według danych na rok 1990 gminę zamieszkiwało 475 osób, a gęstość zaludnienia wynosiła 62 osób/km² (wśród 2880 gmin regionu Rodan-Alpy La Buissière plasuje się na 1167. miejscu pod względem liczby ludności, natomiast pod względem powierzchni na miejscu 1307.).
Przez gminę przepływa rzeka Isère. 